# Brassó várfalai és bástyái
Brassó várfalai és bástyái a szászok által lakott belvárost védték. A szabálytalan alakú, a Cenk és a Warthe-domb közé ékelődő várfalrendszer legnagyobb kiterjedésekor 3200 méteres hosszúságon ölelte körbe a 0,5 négyzetkilométer területű települést, a mai történelmi központot. A falakat bástyák, tornyok és erődített kapuk vigyázták, Erdély egyik legerősebb várává téve Brassót: egy korai török betörést leszámítva ostromló ellenségnek soha nem sikerült bevennie; csak akkor került idegen kézre, amikor a védők feladták.
A városmagot kezdetben sáncokkal körbevett palánk övezte, a kőből épült erőd építését viszonylag későn, a 14. század végén kezdték el és 1427 körül fejezték be. A 15. század közepén az egyszerű falakat megerősítették, őrtornyokat és sarokbástyákat építettek. Hogy lépést tartsanak az ostromtechnika fejlődésével, a 16. században az északkeleti és délnyugati falakat megduplázták, vizesárkokat és tavakat hoztak létre, a városkapuk elé bevehetetlen kapubástyákat emeltek. A városerőd a 17. század közepén érte el legnagyobb kiépítettségét, erejének és fejlődésének tetőpontját: nyolc bástya és négy kapubástya, négy külső őrtorony, legtöbb részén megduplázott vagy akár hármas-négyes várfalak védték.
Az 1688-as Habsburg-hatalomátvétel után a brassóiak elveszítették fegyveres védekezéshez való jogukat, az erődrendszer védelmi szerepe csökkent, a rendszeres karbantartás hiánya miatt pedig megkezdődött lassú romosodása. A 18. században a haditechnika fejlődése miatt már nem nyújtott számottevő védelmi szerepet; a bástyák és szorítók legtöbbje új rendeltetést kapott, majd a 19. század második felében a városerőd nagy részét – beleértve a középkori kapukat, két bástyát, és az egész északkeleti falazatot – lebontották. A még álló védműveken már a 20. század elejétől megőrzési és karbantartási munkálatokat végeztek, később országos jelentőségű romániai műemlékké nyilvánították őket BV-II-a-A-11294 törzsszám alatt.
Ami az ábrázolásokat illeti, térképeken és rajzokon kívül fennmaradt egy háromdimenziós, 1:200-as méretarányú gipszmakett is, amely a 17. századi történelmi központot ábrázolja, beleértve az erődítményeket. Ezt Friedrich Hermann szobrász és rajztanár készítette az 1896-os millenniumi ünnepségekre, ma a Takácsok bástyájában tekinthető meg a Brassó Megyei Történeti Múzeum állandó kiállításának részeként.

## Története

### Az első erődítmények
Régebbi feltételezések szerint Brassónak ez a része (Corona, egyes forrásokban Újbrassó, voltaképpen a mai történelmi központ) a többi városmagnál később keletkezett, és az Óbrassóból a védelmet nyújtó magaslatok közé húzódó szászok alapították. Újabb kutatások azonban arra a következtetésre jutottak, hogy a városmagok (Corona, Óbrassó, Bertalan) megközelítőleg azonos időben, egymástól függetlenül jöttek létre, vagyis a város megalakulása nem a környékbeliek áttelepülésének köszönhető.
Az első védművek építésének kezdetét a történészek a 13. század első negyedére teszik. Ez megközelítőleg ovális alakú, sáncokkal körbevett cölöpfal volt, amely a templomudvar köré épült. Később a város tovább terjeszkedett és további erődvonalakat is emeltek. A második, 1300 körül álló cölöperőd megközelítőleg 400×300 méter alapterületű volt, kiterjedésére, formájára a középkori utcahálózat – különösen a Felsővilla utca furcsa nyomvonala – utal.
A legtöbb nagy erdélyi városhoz képest a brassóiak viszonylag későn, a 14. század végén – több forrás szerint konkrétan az 1380-as években – kezdték Brassó első, kőből rakott várfalainak felépítését, amely az egész várost körbevéve minden irányból védelmet biztosított. A „késlekedésnek” több oka lehetett: a hosszú békeidőben a városiak elegendőnek tartották a cölöpfalak és a cenki vár által nyújtott biztonságérzetet, továbbá a polgárok elszórt gazdaságokban éltek a völgyben, nem pedig kompakt területi egységben. A török és tatár fenyegetettségnek köszönhetően azonban a helyzet hamarosan kritikus lett, így az 1395-ben Brassóban állomásozó Zsigmond király sürgette a munkálatokat (valószínűleg Öreg Mircea javaslatára, aki tisztában volt a török veszéllyel), és megparancsolta a környező települések lakosainak, hogy támogassák az építkezést. Ekkor, a századfordulón épült az első három kapu is, a Kolostor utcai kapu, a Kapu utcai kapu és a Katalin-kapu, melyek még egyszerű, őrtornyok alatti átjárók voltak.
A várfal határainak meghúzása több kompromisszumot követelt – nyilván nem lehetett Bolgárszegtől Óbrassóig minden településmagot magában foglaló erődöt építeni. A délnyugati határt a völgy legkeskenyebb részénél húzták meg, elszigetelve Bolgárszeget és kettévágva a feléje tartó utcákat; az északkeleti fal nyomvonalát pedig úgy határozták meg, hogy a domonkos kolostor, a klarisszák zárdája és a Szent Antal kórház és -kápolna még éppen a falakon belül essen. Délkeleten és északnyugaton a Cenk, illetve a Bácsél (Raupenberg, a Warthe-domb keleti része) természetes határt képezett.
Okmányok szerint az erőd 1416-ban már elkészült, azonban 1421-ben a törökök áttörték a falakat és feldúlták a várost. Az újjáépítést 1427 körül fejezték be, és valószínűleg ebben az időben építették a négyzet alapú védőtornyokat is.

### A vár fénykora

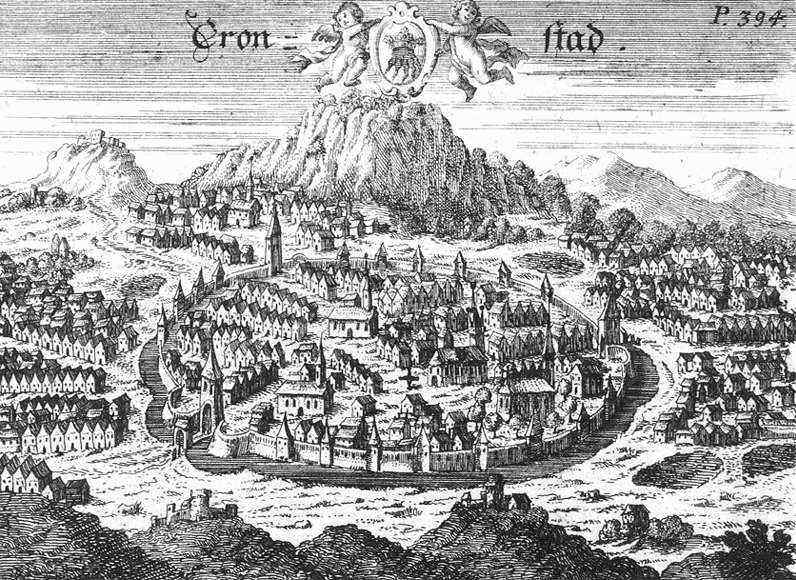
A 17. század közepén (fantáziarajz)

A 15. század közepén Hunyadi János javaslatára lényeges változtatásokat hajtottak végre az erődítményen, hogy lépést tartsanak a haditechnika fejlődésével: a falakat megerősítették (ehhez felhasználták a cenki vár bontásából származó köveket is), és felépítettek három sarokbástyát. Ekkor épült a Takácsok, a Szíjgyártók és a Szövetkészítők bástyája (az utóbbit akkoriban még az ötvösök védték) és a négy külső őrtorony. A falak és tornyok védelmét a városi tanács szabályozta: egy 1491-ből fennmaradt okmány szerint ostrom esetén minden kapunál ötven, minden bástyánál tíz, minden toronynál hat felfegyverzett védő kellett tartózkodjon, a falakon pedig puskás és fejszés őrök álltak. A későbbi évszázadokban az adott szakaszok védelmét a városi céhek között osztották el. A polgárok mindig készen kellett álljanak egy ostromra: házaikban élelmiszer- és fegyverkészleteket tároltak, és szabályos időközönként gyakorolták a fegyverforgatást és a célbalövést.
A városerőd fejlesztése a Hunyadiak kora után is folytatódott. A 16. század első felében – főként az ostromtechnika fejlődése, továbbá a mohácsi vészt követő belháború és bizonytalanság miatt (lásd a Hadtörténet szakaszt) – nagyszabású építkezés folyt a városban. Az erődítményeket megerősítették, felújították, a városkapuk elé bevehetetlen kapubástyákat emeltek, az északkeleti és délnyugati falakat megduplázták, vizesárkokat és tavakat hoztak létre. A falak megkettőzésével a Szövetkészítők bástyája távolabb került a várfal szögletétől és már nem tudta ellátni annak védelmét, így új sarokbástyát építettek, melyet a vörös tímárok védtek. Ekkoriban készült el a negyedik sarokbástya (Kovácsok bástyája), az északnyugati falat védő Graft-bástya (mely összeköttetést teremtett a Fehér toronnyal), a délkeleti falon pedig a Kötélverők bástyája. Hogy a városiaknak jó rálátásuk legyen az ostromló ellenségre, a várfalak közelében bizonyos távolságig nem volt szabad építkezni, továbbá a külvárosokban kőépületeket emelni.
A brassói városerőd a 17. század közepén érte el legnagyobb kiépítettségét, erejének és fejlődésének tetőpontját. Ekkor építették fel az új Ötvösök bástyáját (a régit a szövetkészítők céhére bízták) és a hozzá tartozó falszakaszokat, így a támadásoknak leginkább kitett északkeleti oldalt hat bástya vagy kapubástya és egész hosszában hármas-négyes várfal, továbbá négy-öt sánc védte. Mai szempontból a vár felépítésébe és fenntartásába áldozott pénz és munka lenyűgöző volt, különösen, ha szem előtt tartjuk azt, hogy a város akkoriban mindössze néhány ezer lakost számlált; a harcok, háborúk idejében azonban a biztonság igen fontos volt a patríciusok, mesterek, kereskedők számára. Megjegyzendő, hogy a városnak az egyházi és a világi hatalom is támogatást nyújtott, és az építkezésben a környező falvak lakosai is segítettek.
A brassói várfalak ihlették meg Borsos Tamást, hogy felépítse a marosvásárhelyi várat. A tizenöt éves háború hadjáratai által zaklatva a marosvásárhelyiek kénytelenek voltak elmenekülni városukból, így érkezett Borsos egy csoport menekült élén Brassóba. Látva az erőd által nyújtott biztonságot, hazatérve rávette a polgárokat egy vár felépítésére, amely 1658 körül készült el.
1688-ban Erdély a Habsburgok uralma alá került, a kiváltságaikat féltő szászok ellenállását rövid időn belül leverték, a városba pedig osztrák katonákat szállásoltak be. A brassóiak elveszítették fegyveres védekezéshez való ősi jogukat, a bástyák ágyúit, fegyvereit, munícióját az osztrákok összegyűjtötték és a kaszárnyának kinevezett Fellegvárba vitték. A városerőd védelmi szerepe csökkent, a rendszeres karbantartás hiánya miatt pedig megkezdődött lassú hanyatlása. Az 1689-es tűzvész megrongálta az erődítményeket, egyes tornyok és bástyák kijavítása évtizedekbe telt. A 18. század első felében ellenséges betörésektől tartva az erődöt még megerősítették néhány ponton, a haditechnika fejlődése miatt azonban már nem nyújtott számottevő védelmi szerepet.

### Részleges lebontása, majd felújítása

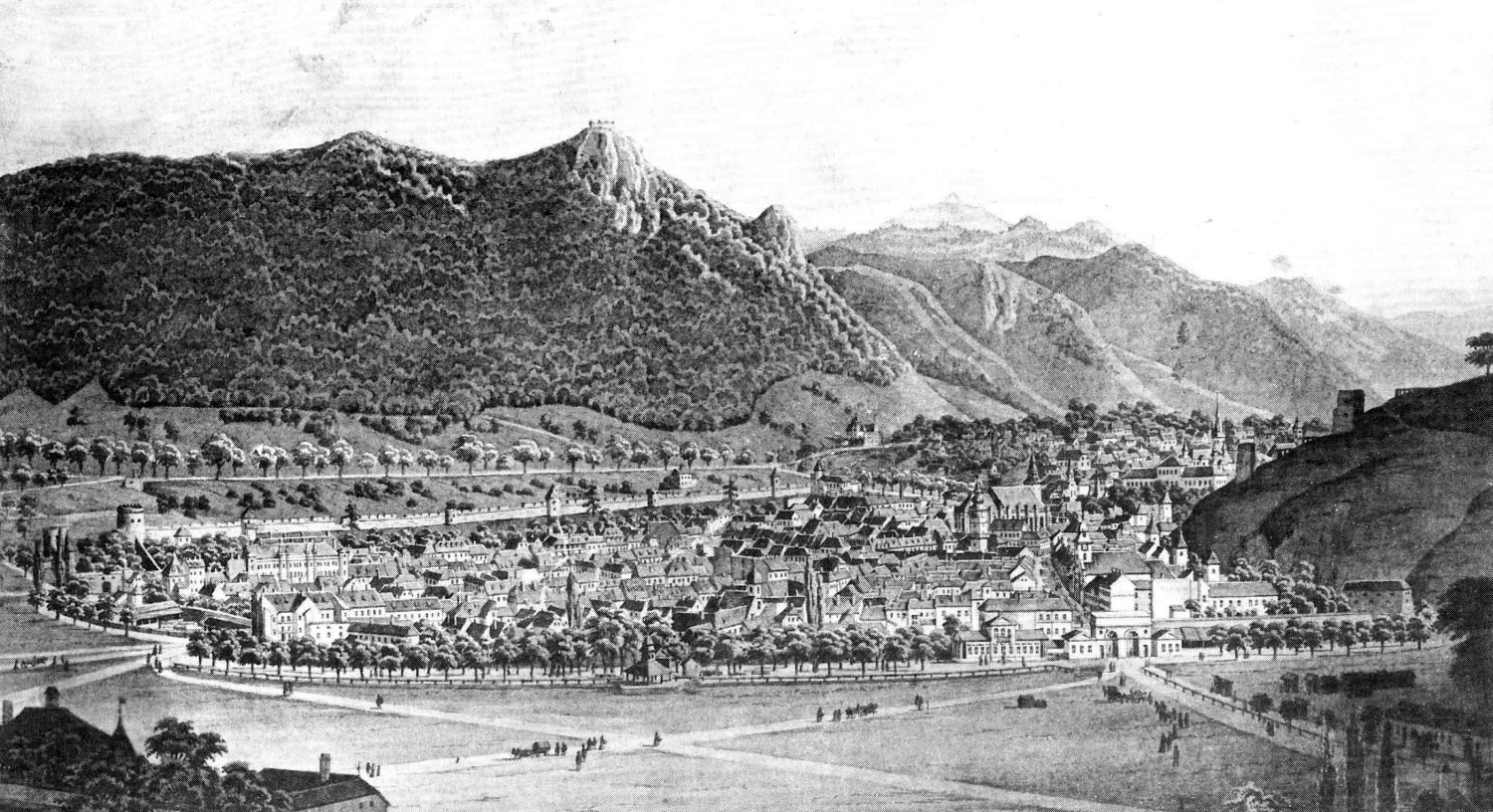
1873-ra a kapuerődöket már lebontották

A 19. századra a vár – különösen a romos kapuerődök – mind jobban akadályozták a forgalmat és a város terjeszkedését. 1819-ben, illetve 1828-ban két új kaput nyitottak Bolgárszeg felé, a Lópiaci kaput és az Árvaház utcai kaput (ezek már erődítés nélküli átjárók voltak); ugyanekkor bezárták a Katalin-kaput és lebontották erődítményét. 1836-ban lebontották a Kolostor utcai kaput (helyén egy díszkaput emeltek, amely 1891-ig állt), 1857-ben a Kapu utcai kaput, 1873-ban a Fekete utcai kaput, 1874-ben utolsóként a Lópiaci kaput. A bástyák közül néhány új rendeltetést kapott: a Kovácsok bástyáját raktár- és lakóépületté alakították, a Takácsokéban iskolát majd múzeumot, az Ötvösökében vendéglőt nyitottak.
Ami a várfalakat illeti, azok a 19. századra erősen elromosodtak. A lepusztult, omladozó építmények siralmas látványát az elvadult, bozóttal benőtt zwingerek is tetézték, a várárkokat pedig nem víz, hanem szemét és szenny töltötte ki, vagy pedig elmocsarasodtak és fertőzések melegágyaivá váltak. A bontást a délnyugati részen kezdték: 1852-ben lebontották az Árvaház utcai kapu melletti várfal egy részét, hogy itt építsék fel a sportiskolát, 1878-ban még egy helyen áttörték, hogy a Vár utcát összekössék a Bolgárszeggel, később pedig további szakaszait is lebontották. Az északkeleti hármas várfalat és bástyáit, zwingereit az 1880-as években teljes egészében felszámolták, nyomvonalán középületeket emeltek és létrehozták a Rezső körutat. Az északnyugati falat 1888-ban, az Európa Szállónál törték át először, a belső falat lebontották, azonban a külső fal jelentős része fennmaradt. A délkeleti, egyszerű várfalat 1893-ban áttörték, hogy kapcsolatot teremtsenek a vízművekkel és a Cenkalji sétánnyal, ettől eltekintve teljes egészében áll, bár több tornya hiányzik.
A fennmaradt védműveken már a 20. század elejétől megőrzési munkálatokat végeztek. A Fehér és a Fekete tornyokat az 1900-as években megerősítették, több bástyát az 1960-as években kijavítottak, a városerődöt műemlékké nyilvánították. 2005 és 2012 között a megye pénzén alapos munkával felújíttatták a délkeleti falat (beleértve a romos állapotba került tornyokat és bástyákat is), a Fehér és a Fekete tornyokat; több toronyban és bástyában kiállításokat nyitottak. A 2010-es évek közepén azonban jogi huzavona kezdődött a megyei tanács és a polgármesteri hivatal között, mivel mindkettő magának követelte az erődítmények tulajdonjogát, így a karbantartás abbamaradt. A kiállításokat 2015-ben bezárták, mivel nem voltak jövedelmezőek.

## Hadtörténet

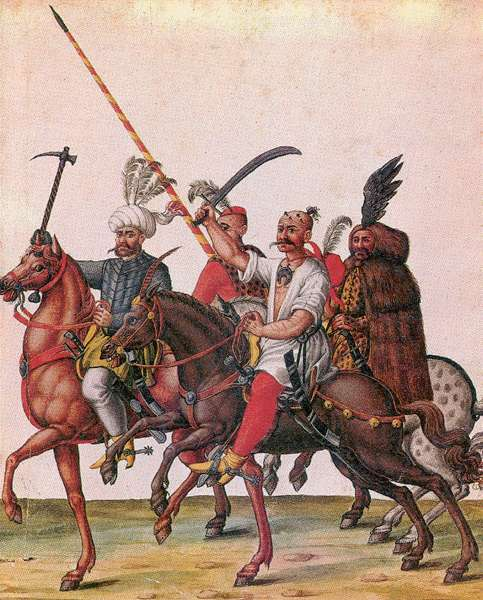
Portyázó törökök

Az 1421-es török betöréskor a várfalak nem nyújtottak kellő védelmet – Joseph Teutsch és Harald Roth szerint nem voltak elég erősek, más történészek szerint ekkor még be sem voltak fejezve – így az ellenség a védők legyőzése után feldúlta a várost, lerombolta a házakat és az építés alatt álló nagytemplomot. A lakosság egy része a cenki várba menekült, a többieket a törökök foglyul ejtették vagy megölték. Zsigmond király tíz évre felmentette a városiakat és a környékbelieket az adók fizetése alól, a várfalak pedig 1427 körül teljesen elkészültek. Ezután ostromló ellenségnek soha nem sikerült bevennie a várat; csak akkor került idegen kézre, amikor a védők feladták.
A Vaskapu-szoros felől 1438-ban Erdélybe törő törökök megszállták Gyulafehérvárt, szétdúlták Szászsebest, megtámadták Nagyszebent, és számos foglyot ejtettek a Barcaságon, azonban Brassót nem tudták bevenni, és a falakon kívüli negyedek feldúlása után elvonultak a város alól.
A Mohács utáni belháború idején Brassó az osztrákok mellé pártolt. 1529 elején az akkor még Ferdinánd-párti Petru Rareș moldvai fejedelem, aki ki akarta terjeszteni uralmát Erdélyben, hadseregével Brassó alá vonult, de tárgyalások után megkímélte a várost és elhagyta a Barcaságot. Néhány hónapra rá Petru Rareș átállt Szapolyai és a törökök pártjára, és moldvai csapatok élén visszatért Erdélybe, hogy megütközzön Ferdinánddal és megbüntesse a császárpárti szászokat. A földvári csatában döntő győzelmet aratott a magyar–szász–osztrák sereg felett, majd felégette a földeket és a falvakat, de Brassót nem tudta bevenni, és a város továbbra sem állt át a törökök pártjára. Októberben Petru Rareș ismét Brassó alá vonult, felprédálta a Barcaságot, azonban a városerőd megint csak ellenállt az ostromnak. November 3-án, látva kilátástalan helyzetüket, a brassóiak feladták a várat és kegyelmet kértek. Később Szapolyai a moldvaiak dúlására hivatkozva három évre felmentette a polgárokat az adók fizetése alól.
1530-ban a havasalföldi hatalmi harcokban a szászok egy része az Erdélybe menekülő Ferdinánd-párti Moise trónfosztott fejedelmet támogatta, akinek Majláth István is segítséget nyújtott. Miután a törökpárti VII. Vlad legyőzte Moise és Majláth seregeit, a törökök Mehmed bég vezetésével Erdélybe vonultak, hogy ismét megbüntessék és behódoltassák a szász székeket. A pestisjárvány által tizedelt brassóiak feladták várukat és kegyelmet kaptak.
A vár következő alkalommal a tizenöt éves háború alatt töltött be védelmi szerepet. 1599-ben a II. Rudolf parancsára Erdélybe bevonuló Vitéz Mihály fejedelem menetelt a város alá, de pénz és ajándékok fejében elállt az ostromtól (azonban csapatai felégették és kifosztották a környező falvakat). 1600-ban Vitéz Mihály ismét Brassóhoz érkezett és fejedelmi minőségében kiváltságokat adott a városnak, így a polgárok befogadták, és Valentin Hirscher városbíró saját házában szállásolta el. Nem sokkal ezután azonban a magyarok és a szászok félteni kezdték önállóságukat, a fejedelem ellen fordultak, és behívták ellene Giorgio Bastát. A visszatérő Mihály tárgyalásba bocsátkozott a brassóiakkal, de mivel azok megtagadták a követeléseit, a fejedelem október 1-jén ostromolni kezdte a várost. Az ostromban a bolgárszegi románok is részt vettek, délnyugat felől próbálva betörni, de a védők mind őket, mind a fő csapatokat visszaverték és elkergették. A szászok ezután sokáig nem bocsátottak meg a bolgárszegieknek, jogaikat korlátozták, a délnyugati várfalra a románok barbárságát tanúsító feliratot festettek („Als uns das wilde Volk der tölpischen Walachen…”). Egyes történészek (Binder Pál, Minerva Nistor) szerint a sikertelen ostrom ihlette a zsunok hagyományos húsvéti körmenetét.

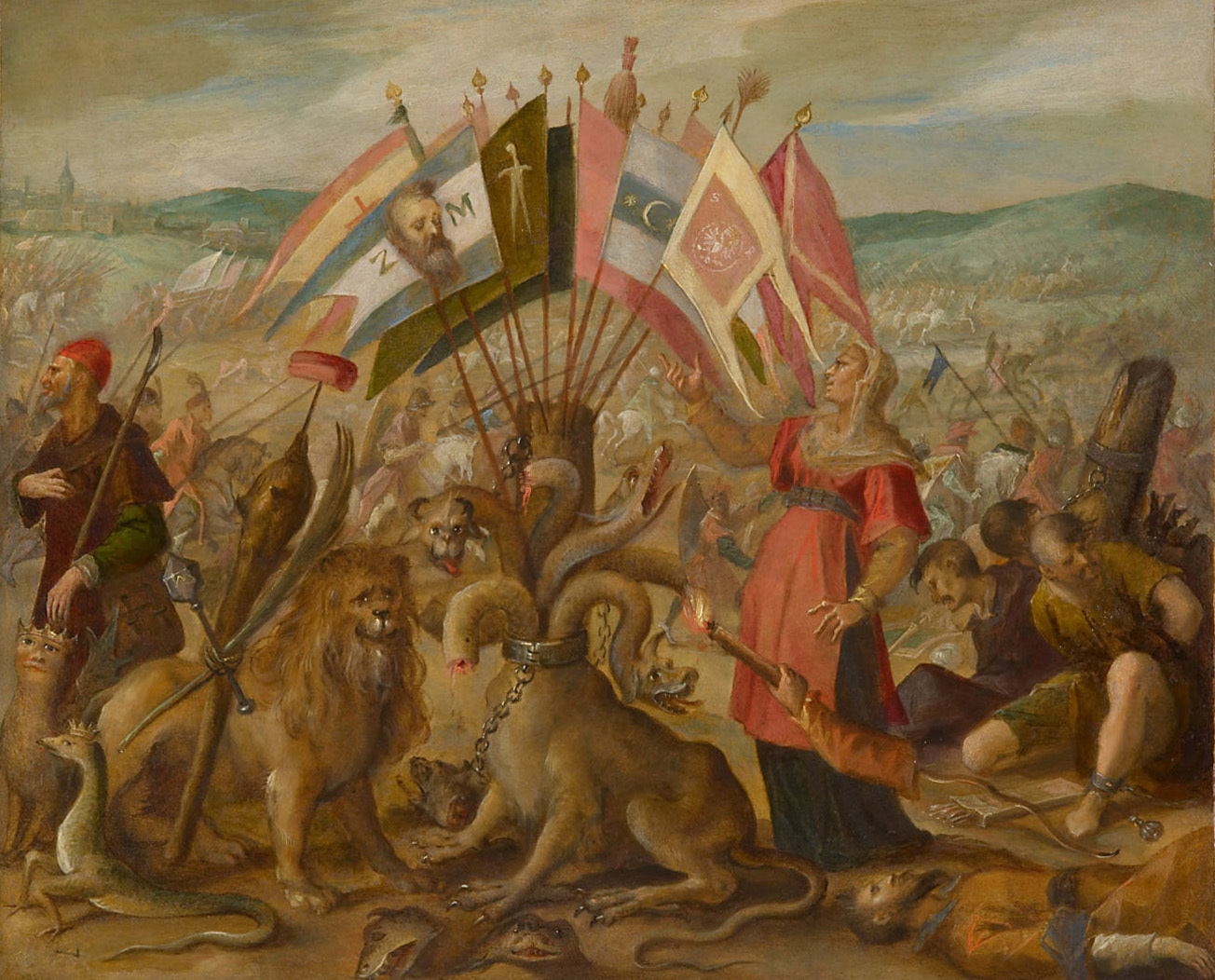
Az 1603-as brassói csata (allegória)

1603-ban a város közelében ütközött meg az Erdély függetlenségéért harcoló Székely Mózes a Habsburg-párti Radu Șerban havasalföldi fejedelemmel. 1605-ben egy török-moldvai sereg sikertelenül ostromolta a várost, mivel a császárpárti szászok nem fogadták el Bocskai Istvánt fejedelemként. 1611 nyarán Báthory Gábor érkezett csapataival Brassó alá, hasonló sorsot szánva neki, mint az év márciusában elfoglalt és kirabolt Nagyszebennek, de Michael Weiss városbíró segítséget kért Radu Șerbantól, és sikerült elűzniük Báthoryt. 1612-ben Báthory visszatért és Bolgárszeg felől ostromolta a várfalakat, de a brassóiak visszaverték és a környező falvakat is visszafoglalták, majd egészen Illyefalváig szorították az ellenséget. A sikereken felbuzdulva Weiss és Radu Șerban nyílt terepen, Barcaföldvár mellett megütközött Báthoryval, de súlyos vereséget szenvedtek, a városerőd azonban ezúttal sem esett el. A szászok az 1611–1612-es eseményeket a szabadságáért kiálló Brassó legdicsőbb éveinek tekintik, Michael Weisst pedig a magyar uralom ellen harcoló hősnek és példaképnek.
1658-ban a törökellenes II. Rákóczi György megbüntetésére behívott török-tatár-moldvai sereg érkezett a város alá, azonban Michael Herrmann városbíró húszezer tallér fejében elérte a város megkímélését.
A vár történetének újabb viharos időszaka 1688-ban kezdődött, amikor a brassói polgárság és centumvirátus nagy része fellázadt a berendezkedő osztrák uralom és a Habsburgoknak behódoló városi tanács ellen. Bár a szászok hagyományosan Habsburg-pártiak voltak, az Erdélyt beolvasztó új, abszolutisztikus hatalommal szemben féltették kiváltságaikat, identitásukat, vallásszabadságukat, továbbá nagy valószínűséggel szociális motivációk is közrejátszottak. Május 11-én foglyul ejtették Michael Filstich városbírót, a tanácsosokat és a tisztviselőket, megszállták a Fellegvárat és a törcsvári kastélyt, a városerőd kapuit bezárták, és többször megütköztek a Brassó elfoglalására érkező Veterani csapataival. A lázadók azonban nem voltak egységesek, és amikor Veterani május 26-án ostromra rendezkedett be, egy csoportjuk feladta a várat. Az osztrákok kivégezték a felkelés vezetőit, a városba pedig katonákat szállásoltak be.
A városerőd utoljára a 18. század első éveiben, a Rákóczi-szabadságharcban töltött be katonai szerepet. 1704-ben, a holdvilági csata után a székely felkelők körülzárták Brassót és egészen a külvárosokig nyomultak, de az erődbe nem jutottak be, és a feketehalmi csatában Graven ezredes csapatai szétszórták őket. 1706 decemberében Pekri Lőrinc indult a város ellen, azonban a Tige által vezényelt császári seregek előrenyomulása miatt visszavonult. Brassó végig a császáriak kezén maradt és ellenállt a fenyegetéseknek, még akkor is, amikor szinte egész Erdély II. Rákóczi Ferenc hatalmában volt; sőt, még a falakon kívüli külvárosok is milíciákat szerveztek a kurucok ellen. A Habsburg-párti főurak és nemesek hosszú évekre Brassóba és más erődített városokba (Nagyszeben, Kolozsvár) zsúfolódtak, ahol bár védve voltak a kurucoktól, sokukkal a pestisjárvány végzett.

## Leírása
Az alábbi képen zöld vonal jelzi a legkorábbi, a 13. század első felében épült paliszád- és sáncerődítményt (Treiber 1928, Nussbächer 2013), kék vonal az 1300 körül feltételezett helyzetet (Treiber 1913, Nussbächer 2013), fekete és piros a 17. századi, legnagyobb kiterjedést (Visconti 1699, Stenner 1898, Treiber 1928, Nussbächer 2013, Oltean 2016). Ez utóbbinál a fekete fennmaradt, a piros pedig lebontott építményeket jelöl. Az utcahálózatot sárga szín ábrázolja.
| Szíjgyártók bástyája Kolostor utcai kapu Ötvösök bástyája Kapu utcai kapu Fekete utcai kapu Tímárok bástyája Szövetkészítők bástyája Csizmadiák tornya Lőportorony Kötélverők bástyája Cenk alatti kapu Takácsok bástyája Késesek tornya Árvaház utcai kapu Katalin-kapu Lópiaci kapu Kovácsok bástyája Fekete torony Fehér torony Graft-bástya templomudvar Városháza tornya kapu |

### Falak és árkok

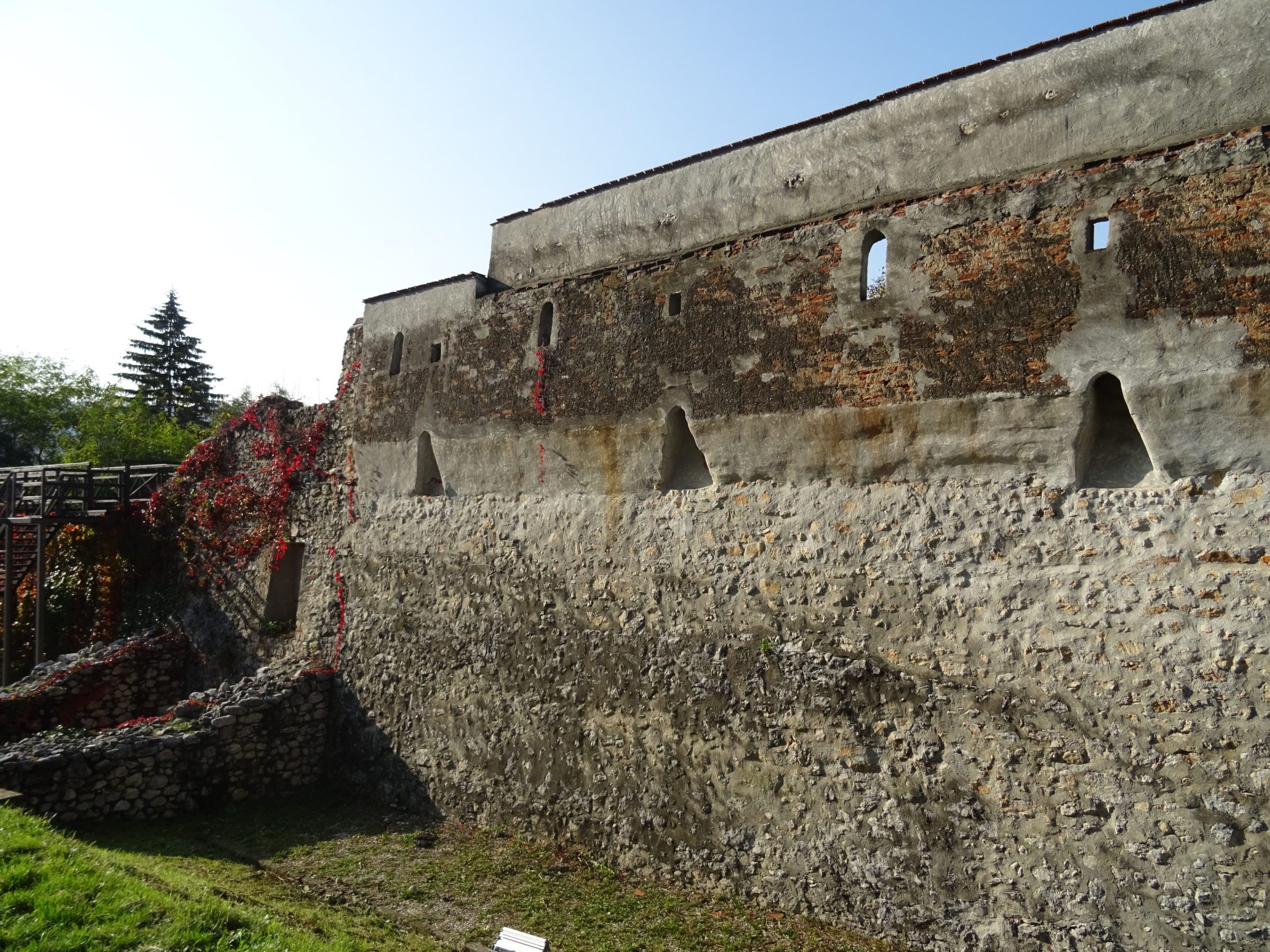
A fennmaradt délkeleti fal része

A 17. század közepére a városerőd elérte teljes kiépítettségét. A várost kívülről 5–12 méter magas, alapjuknál akár 2,2 méter vastag falak vették körbe, összesen körülbelül 3200 méteren, 0,5 km2 területet körülfogva. A délkeleti, Cenk felőli oldal kivételével kettős-hármas vagy akár négyes várfalak védték a várost; az északkeleti, ostromnak leginkább kitett oldalon a három-négy falon felül négy-öt árok és sánc és az azokon túl fekvő tórendszer is akadályozta az ellenséget.
A falak 5–6 méteres magasságig mészhabarccsal rögzített terméskőből épültek (itt nincsenek nyílások), efölött pedig tégla- vagy vegyes falazattal folytatódnak. A fal tetején védőfolyosó volt, melynek egyes szakaszait fogazott mellvéddel látták el, más helyeken pedig tető védte az esőtől. Átlagosan 2,5 méterenként vízszintes vagy rézsútos lőrések, 5 méterenként kövek ledobására vagy forró szurok, olaj, víz leöntésére alkalmas lyukak (Pechnasen) nyíltak. A védőfolyosókat fedett lépcsőkön keresztül lehetett elérni, az ezekhez vezető ösvények a várfalak mellett, a házak és kertek mögött vezettek.
A falakra különféle szólásokat, bölcsességeket festettek, például „Mindenki egyért, egy mindenkiért”, „Ha az Úr nem vigyázza a falakat, hiába éberek az őrök”, „Inkább szegény és tisztességes, mint gazdag és tolvaj” stb. Ezeken kívül nagyméretű képek is helyet kaptak a várfalakon: 19. századi leírások megemlítik a Brassó címerét és a szász legendák Cenken élő sárkányát ábrázoló festményeket.
A városfal előtt már az építés első fázisánál 4–5 méter mély, 15–30 méter széles, cölöpökkel kivert árkokat készítettek. Ezt egy földsánc követte, majd egy újabb árok. A 16. században a sáncokra építették a további, az elsővel párhuzamos falat, megduplázva (egyes helyeken megháromszorozva-négyszerezve) az erődítést, a külső oldalon pedig mély, kiépített árkokat hoztak létre, melyeket vízzel töltöttek fel (az északnyugati oldalon a szabályozott Köszörű-patak töltötte be ezt a szerepet). Az északkeleti (völgynyílás felőli) oldalon egy tórendszert is létesítettek, mely területén csak keskeny, fűzfákkal szegélyezett gátakon lehetett közlekedni, így nagyszámú ellenséges csapat nem közelíthette meg a várost. A délnyugati oldalon is volt egy nagyméretű tó, ennek a helyén hozták létre később a sportpályát.
A 18. században a városerőd elvesztette védelmi szerepét, a karbantartás hiánya miatt a falak romosak lettek, az árkokat mocsár és szenny foglalta el. A 19. század második felében a falak nagy részét lebontották, a tavakat és az árkokat feltöltötték, az újonnan létesült telkeket pedig építkezési célokra használták.

### Tornyok

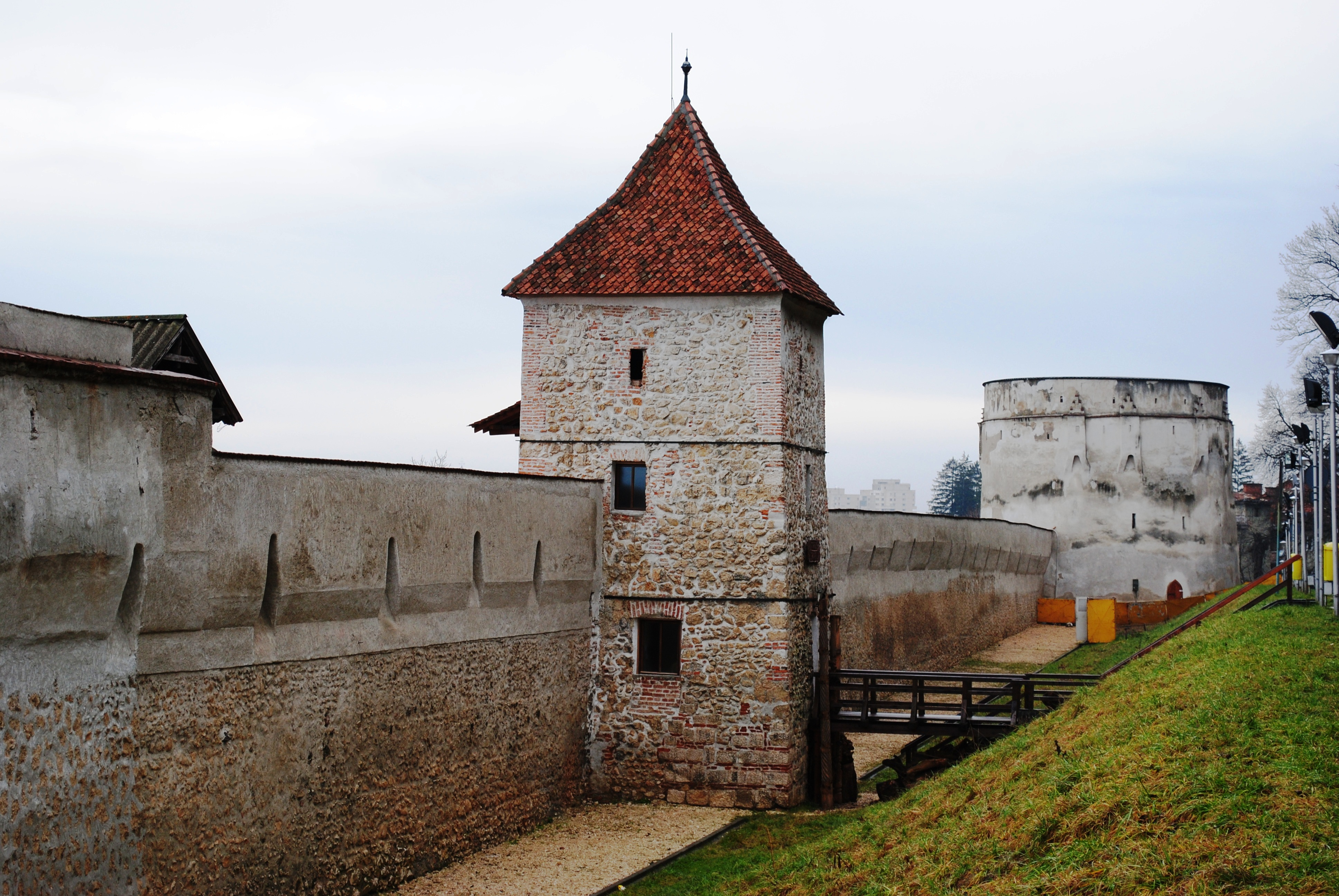
A Lőportorony, ma Fafaragók tornya

A falakba épített, azokból kiugró védőtornyok az első várfalakkal együtt épültek a 14–15. században; Hans Goos történész konkrétan 1421–1434 közé teszi keletkezésük időszakát. Elsősorban fegyverraktárként szolgáltak a falat védő őrség számára. Négyzet alapúak voltak (jellemzően a tűzfegyverek elterjedését megelőző időszakra), terméskőből épültek, alapterületük 60 négyzetméter. A közöttük levő távolság 60 (az északnyugati, Graft felőli falon) és 110 (délkeleten) méter között váltakozott. Pontos számuk nem ismert, egyes történészek szerint 32 volt (minden oldalon nyolc), mások szerint 28 vagy 26. Mivel szerepüket már a 16. században elvesztették és többségüket a zwingerekkel együtt lebontották, hasonlóképpen feledésbe merült legtöbbjük eredeti neve és/vagy helye. A régi okmányok felsorolnak néhány toronynevet (például Asztalosok, Kádárok, Lakatosok, Kalaposok, Pékek, Kazánkovácsok tornya), de ezek helyét nem sikerült azonosítani. Az egyetlen máig fennálló torony, melynek eredeti neve is ismert, az a Szövetkészítők bástyájától nyugatra elhelyezkedő Lőportorony (Pulverturm).
A 20–21. században a fennmaradt vagy újjáépített tornyoknak új neveket kreáltak a környéken levő, később létesült zwingerek és egyéb építmények által ihletve, például Mészárosok, Jegyzők, Diákok, Kötélverők tornya. A 21. század elején még négy torony állt az északnyugati oldalon, azonban 2008 elején egyikük – a Schobeln-ház mögötti torony – felújítás közben összedőlt és nem építették újra. A megmaradt három a Mészárosok tornya, a görög templom harangtornyának használt Diákok (vagy Kesztyűkészítők) tornya és a Seuler-ház mögötti Jegyzők (vagy Nyomdászok) tornya. A délkeleti várfal mentén két eredeti torony maradt fenn, a felújításkor pedig két továbbit alapjaiból újjáépítettek; elnevezéseik Fazekasok, Kötélverők, Vadászok, Fafaragók tornya (az utóbbi az egykori Lőportorony).
A falakat védő vártornyok mellett négy külső őrtorony is vigyázta a várost:
- Északnyugaton, a város fölé magasodó Bácsélen áll a Fekete torony és a Fehér torony. A 15. század második felében épültek; céljuk a környék felügyelése és a támadók visszaverése volt: őrség hiányában az ellenség könnyen megközelíthette volna a Warthe-domb felől a várost és sziklák legörgetésével lerombolhatta volna a falakat. Egykoron csak mozgóhídon lehetett őket elérni az alattuk levő bástyákból.[47]
- Délkeleten, a Cenk oldalában állt a Késesek tornya és a Csizmadiák tornya. Szintén a 15. században épültek, és délről tartották szemmel a külvárosokat; az alattuk levő bástyákhoz alacsony falakkal kapcsolódtak. A 19. század elején lebontották őket.[48]

### Kapuk

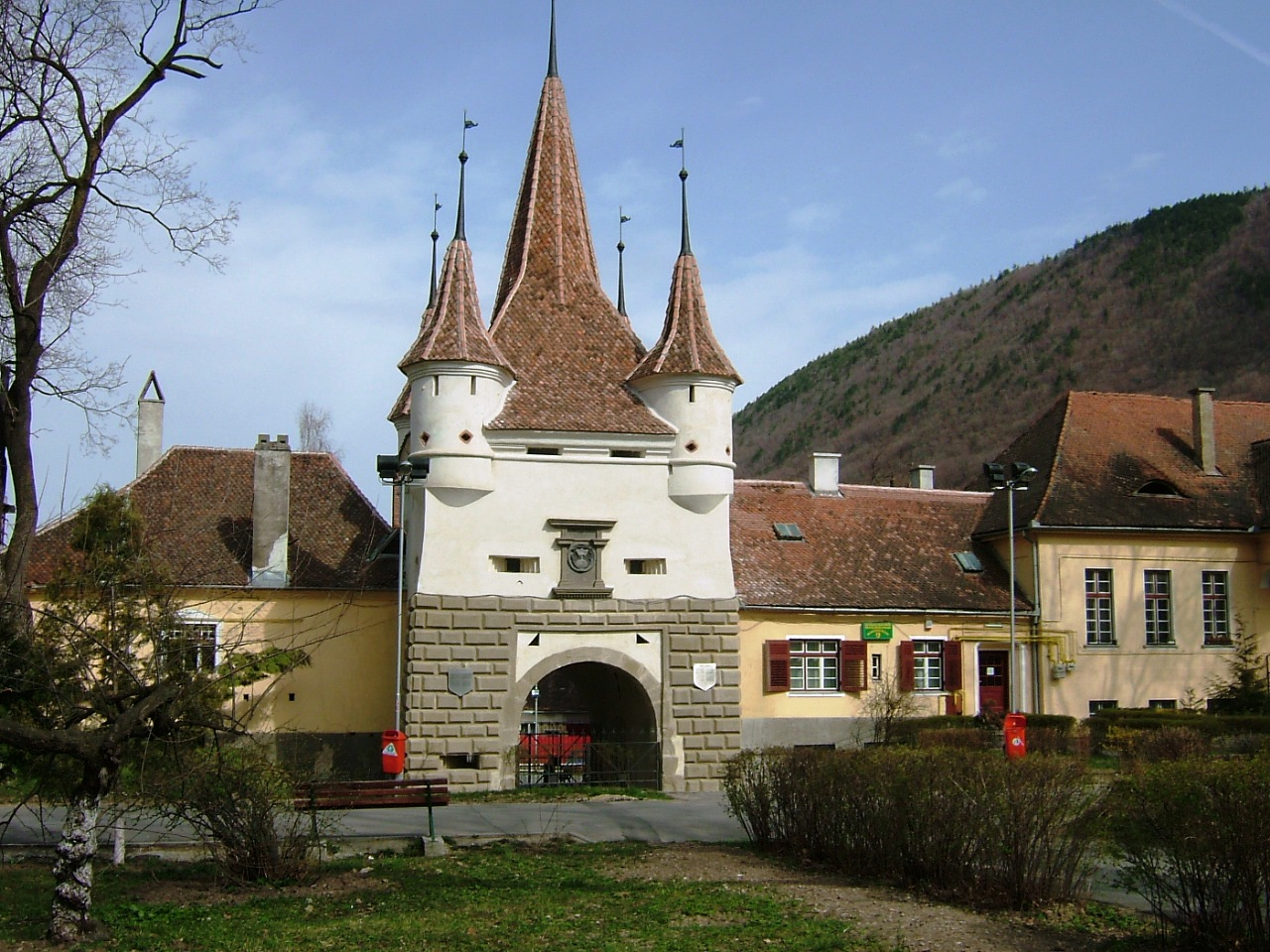
A Katalin-kapu fennmaradt tornya

A középkori várfalon négy erődített kaput nyitottak; ezek közül egyiket az idők során többször befalazták majd újranyitották. Három nyílt az északkeleti falon; erre indultak a kereskedők és az utazók Erdély, a Magyar Királyság, Moldva és Havasalföld felé. A délnyugati Katalin-kapu Bolgárszeg külvárosával teremtett összeköttetést.
- A Kolostor utcai kapu a 14. században épült a legelső várfalakkal együtt, a Kolostor utca északkeleti végén. Közel száz méter hosszú erődítmény volt, amelybe a várárok feletti felvonóhídon lehetett bejutni, majd a patkó alakú kapubástya udvaráról a város felé folytatódó, belső kaputorony által védett átjárón lehetett továbbhaladni. Békeidőben egy kapitány és nyolc katona védte. A kapubástya külső falán Zsigmond magyar királyt ábrázoló festmény volt látható, aki 1395-ben kiváltságokat adott Brassónak.[49][50] A havasalföldi kereskedők csak ezen a kapun léphettek be a városba, és ezen keresztül hagyhatták el azt.[51]
- A Kapu utcai kapu szintén az egyik legrégebben épült és legnagyobb városkapu volt, a Kapu utca végén állt. Kialakítása nagyban hasonlított a Kolostor utcai kapuéhoz: száz méter hosszú, bevehetetlen erődítmény-komplexum, melynek fő bejáratához egy felvonóhíd vezetett, a patkó alakú bástya udvarából pedig folyosó vezetett a kaputorony alatti átjárón keresztül a városig.[23][49] Ezen a kapun keresztül indultak és érkeztek a moldvai kereskedők.[51]
- A Fekete utcai kapu az előbbi kettőnél kisebb volt, és Bolonya városnegyeddel teremtett összeköttetést. Az évszázadok során többször befalazták (ekkor bástyaként szolgált), majd újra megnyitották.[49]
- A Katalin-kapu volt sokáig az egyetlen városkapu, melyen keresztül átjárás nyílt Bolgárszeg felé. A többi kapuerődítménnyel ellentétben nem volt a várfalból messzire kiugró, patkó alakú bástyája, ehelyett egy téglalap alapú erődítménnyel rendelkezett, melynek északi részén reneszánsz stílusú kaputorony (ez fennmaradt), dél felőli sarkán egy kör alakú torony emelkedett.[49]

A négy nagy erődített kapun kívül a városi számadások időnként kisebb kijáratokról is írtak, melyeket ritkán, különleges esetekben használtak. A délkeleti falban megemlítenek egy Várnyak alatti kaput, amely valószínűleg a Szövetkészítők bástyája szomszédságában volt, később egy hasonló kijáratot a Takácsok bástyája közelében. Egyes vélemények alapján várostromok alatt ezeken keresztül hajtották ki a szarvasmarhákat legelni a Cenk alá, mások szerint itt szállították ki a várból az építőanyagot a várfal megerősítéséhez és karbantartásához.
A 19. század elején két új kaput nyitottak a Bolgárszeg felé, mivel a fellendülő kereskedelem és a népességnövekedés következtében a Katalin-kapu csak nehezen tudta ellátni a megnövekedett forgalmat:
- A Lópiaci kapu a Kovácsok bástyája mellett nyílt, és a Lópiacot kötötte össze a Katalin utcával. 1820-ban adták át, azonban nem váltotta be a hozzá fűzött reményeket, és a forgalom továbbra is nehézkes volt.[53]
- Az Árvaház utcai kapu szintén egy neoklasszikus díszkapu, melyet 1828-ban nyitottak az Árvaház utca végén. Ez az egyetlen megmaradt városkapu.[53]

A 19. században a romossá vált kapuerődöket lebontották, mivel azok mind jobban akadályozták a forgalmat. Az Árvaház utcai kapun kívül az egyetlen emlék, ami megmaradt a régi építményekből, az az egykori Katalin-kapu tornya.

### Bástyák

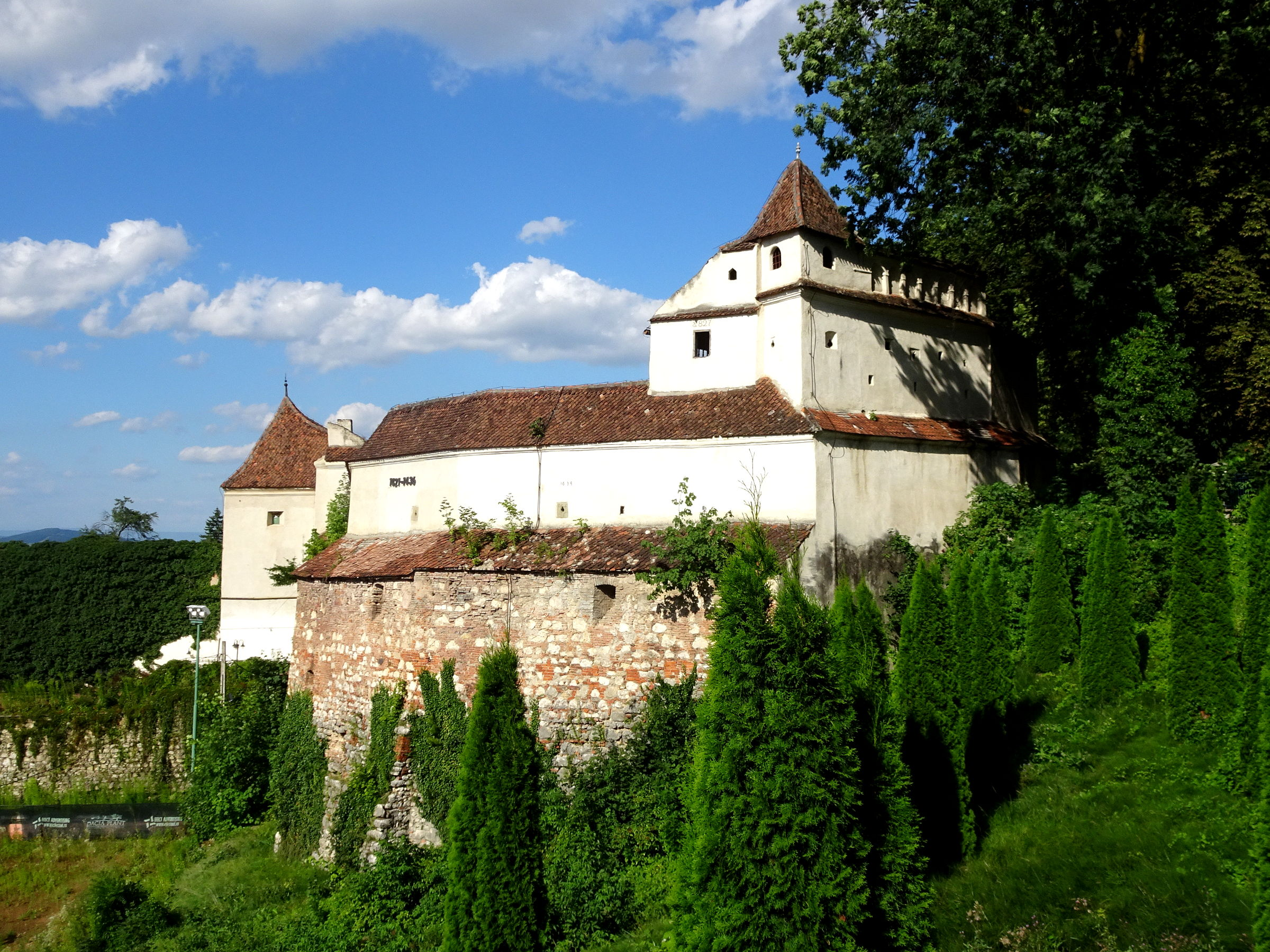
A Takácsok bástyája

A tűzfegyverek elterjedésével az egyszerű falak és a négyzet alapú vártornyok már nem nyújtottak elég védelmet, így a 15–17. századok folyamán nyolc bástyát építettek a sarkok és falak megerősítésére, melyeknek szintjein kézi lőfegyvereknek és ágyúknak szánt lőrések és szuroköntő nyílások voltak.
Az erőd négy sarokbástyája:
- A déli szögletet védő Takácsok bástyája már röviddel az első várfalak felépítése után, a 15. század első felében megépült. Szükség esetén önálló várként is működhetett: a városerőd elesése után is tartható volt. A 16. században átépítették, majd többször felújították. Viszonylag eredeti formájában maradt fenn, a 20. században a Barcasági Szász Múzeum kiállítását nyitották meg udvarán és az ott található épületben, de rendezvényeket is tartanak benne.[42]
- A Szövetkészítők bástyája ellipszis alapú, masszív épület a keleti sarkon. A 15. század közepén épült és kezdetben az ötvösök védték, csak két évszázaddal később került a szövetkészítők tulajdonába. A 16. században az északkeleti védműveket megerősítették egy további külső fal építésével, minek következtében ez a bástya távolabb került a várfal szögletétől, és már nem tudta ellátni a szöglet védelmét. A helyzet orvoslására felépítették a várfalon túlnyúló Cserzővargák bástyáját. Az idő és a földrengések megrongálták az építményeket, a Cserzővargák bástyájából csak egy alacsony fal maradt, a Szövetkészítőké viszont többszöri megerősítés és felújítás után még mindig áll.[2]
- A patkó alakú Szíjgyártók bástyája az északi szögletet védte, a 19. század végén az északkeleti falakkal együtt lebontották.[2]
- A nyugati szögletet védő építményre sokáig csak „toronyként” hivatkoztak; a masszív Kovácsok bástyája valószínűleg a 16. század második felében készült. A 18. században már nem töltött be védelmi szerepet, így nagymértékben átépítették, raktár- és lakóépületként használták. A 20. századtól itt van a Brassó Megyei Levéltár.[2]

A falak mentén további bástyákat is emeltek, melyekből a vár adott oldalának egész hossza belátható és védhető volt:
- A Graft-bástya a 16. század elején épült, hogy felügyelje az északnyugati várfal mentén húzódó utat, és hogy mozgóhídon keresztül összeköttetést teremtsen a vár és a Fehér torony között. Viszonylag eredeti formájában maradt fenn; a 21. század elején felújították és múzeumot rendeztek be benne.[2]
- A Kötélverők bástyája a Cenk felőli, délkeleti oldalt felügyelte. Több forrás helytelenül a 15. század elejére datálja; a valóságban legkorábban a 16. század második felében épült. A 19. században nagy részét elbontatták, csak egy alacsony alapzat maradt meg.[54]
- Legutolsóként az Ötvösök bástyája épült fel, az északkeleti oldalon. A 19. század végén a falakkal együtt lebontották.[2]

Mint nevük is mutatja, a bástyákat a város céhei tartottak karban; ostromkor a céhmesterek védték, békeidőben pedig itt tartották találkozóikat. Miután a városerőd védelmi szerepe lehanyatlott, több bástyában épületek, pavilonok jelentek meg, ahol a mesterek összejöveteleket és ünnepségeket tartottak, továbbá raktárként is használták őket. A céhek 1872-es megszűnése után a bástyák a céhekből megalakuló ipartársulatok tulajdonába kerültek, akik eladták őket a városnak vagy magánembereknek. Három bástya (Takácsok, Szövetkészítők, Graft) többé-kevésbé eredeti formájában maradt fenn, a Kovácsokét nagymértékben átalakították, a többi négyet részben vagy egészen lebontották.

### Zwingerek

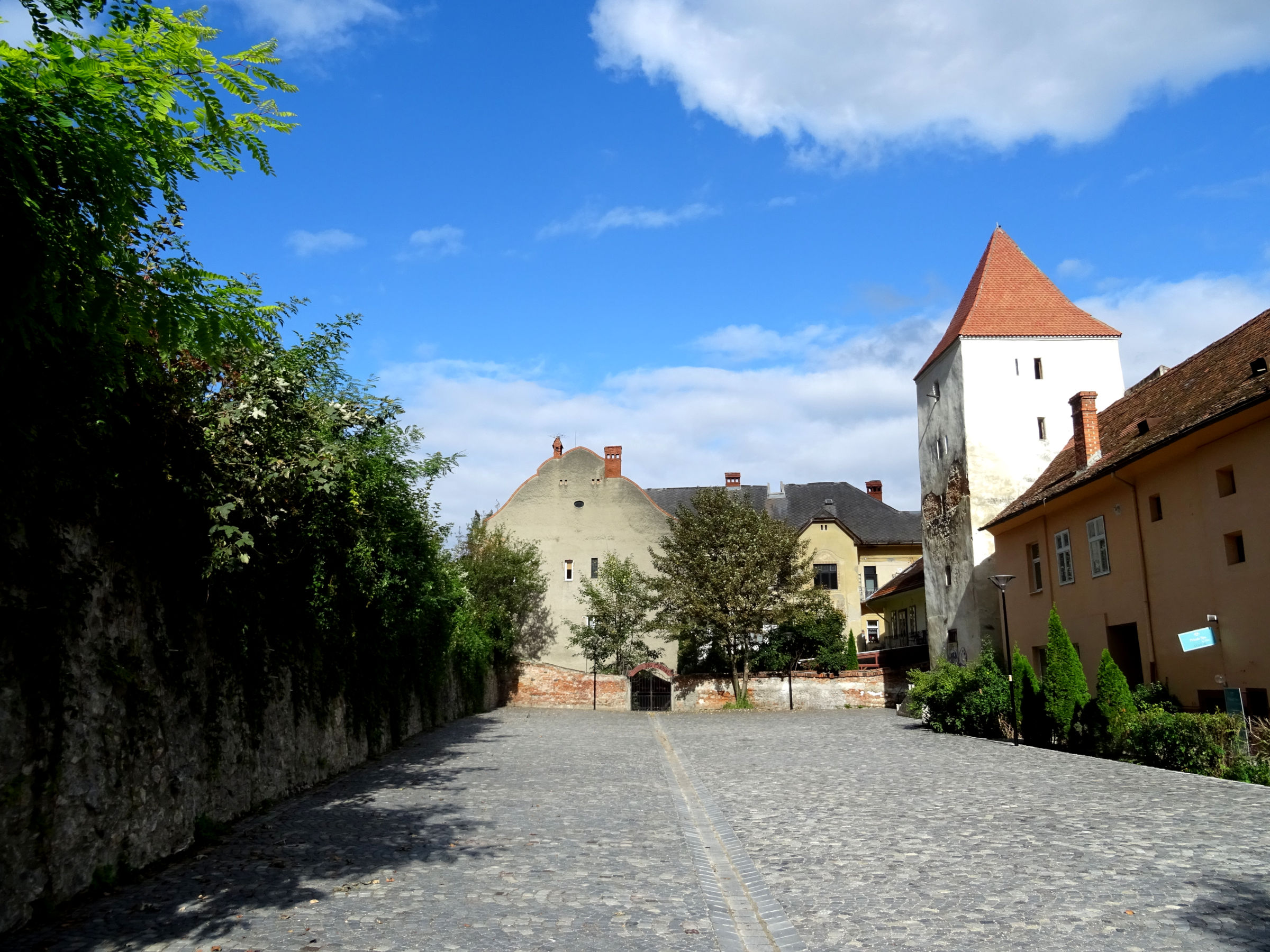
A Jegyzők zwingere

A két-három (vagy akár négy) párhuzamos várfal közötti területet bizonyos időközönként keresztirányú falak választották el, több védelmi egységet létrehozva, ahol a betörő ellenséget a védők támadhatták. Ezeket szorítóknak nevezték (németül Zwinger vagy Rech, a kisebbek Pärchen). Csakúgy, mint a bástyákat, a szorítókat is a városi céhek védték: a kijelölt céh feladata volt a falak és tornyok, sáncok, árkok karbantartása, a szükséges fegyverek és egyéb védelmi eszközök beszerzése, a várvédők kiképzése, ostrom esetén pedig az erődítmények védelme.
A védelmező céhek, így a nevek is többször változtak; a legtöbb monográfia az alábbi felsorolást használja:
- A délnyugati (Bolgárszeg felőli) oldalon, a Takácsok bástyája és a Katalin-kapu között voltak a Kádárok, Papok, Harisnyakötők szorítói, a Katalin-kapun túl pedig a Kovácsok bástyájáig nyúló, egymással párhuzamos Szabó- és Bíró-zwingerek. A fal nagy részének lebontásával területüket házakkal építették be, a Szabó-zwinger helyén épült fel az evangélikus leányiskola (a 20. századtól a Transilvania Egyetem szárnya).[56]
- Az északnyugati (Graft-menti) oldalon, a Kovácsok bástyája és a Graft-bástya között voltak a Mészárosok és a Fehér tímárok (egyes forrásokban Kesztyűkészítők), a bástyán túl pedig a Jegyzők (vagy Építészek) és a Szíjgyártók zwingerei. Bár a belső várfalat lebontották, a szorítók területe továbbra is kivehető: kertként, temetőként használják, a Jegyzőké pedig látogatható. A Szíjgyártó-zwinger helyén áll az Áprily Lajos Főgimnázium.[56]
- Az északkeleti (völgynyílás felőli) oldal volt a legerősebb, mivel ez volt leginkább kitéve ellenséges támadásoknak. A Szíjgyártók bástyája és a Kolostor utcai kapu között volt a Szűcsök zwingere. A Kolostor utcai és a Kapu utcai kapu közötti falrészeket az Ötvösök, Kádárok, Asztalosok, Lakatosok, Kalaposok védték, a Kapu utcai kapun túl pedig a Csizmadiák, Vörös tímárok és Szövetkészítők zwingerei voltak. A 19. század végén az egész északkeleti erődrendszert lebontották, helyükön középületeket emeltek, melyeket a Rezső körút köt össze. A Szűcsök zwingerének helyén épült fel a Nyugdíjpalota (a 20. századtól az egyetem rektorátusa), az Ötvösökén és az Asztalosokén pedig a református templom és a Főreál.[56]
- A délkeleti (Cenk felőli) oldalon csak egyszerű várfal volt, így nem léteztek szorítók.

A zwingerek legtöbbjében gyümölcsfákat ültettek, kisebb halastavakat létesítettek; később céhházak is épültek, ahol a mesterek összejöveteleiket tartották. A 18. században, az erődrendszer védelmi szerepének megszűntével – a bástyák területéhez hasonlóan – a mesterek itt tárolták a céhek termékeit, alapanyagait, de társas összejöveteleket is rendeztek, és hamarosan megjelentek a vendéglők, pavilonok, tekepályák. A szórakozó, lakomázó céhmesterek semmittevését megelégelve a városi tanács a 18. század végén elrendelte a szorítók felszabadítását és észszerű célokra való hasznosítását, azonban ezt a céhek nem hajtották végre. A társadalmi változások eredményeképpen a 19. század közepén mégis elhagyták a zwingereket, a város pedig visszavásárolta a területet.

## A védművek áttekintése
Az alábbi listában a kapuk, bástyák, tornyok az építés időrendi sorrendjében szerepelnek. Források: Jekelius 59–106. o. és Aldea 48–86. o.
| Típus        | Megnevezés              | Védők           | Építése                 | Átépítései    | Lebontása          | Megjegyzések                                               |
| ------------ | ----------------------- | --------------- | ----------------------- | ------------- | ------------------ | ---------------------------------------------------------- |
| Várfal       | északkeleti             | –               | 14–15. század           | 16–17. század | 19. század         | a legjobban erődített, támadásnak leginkább kitett várfal  |
| Várfal       | délkeleti               | –               | 14–15. század           | –             | fennmaradt         | –                                                          |
| Várfal       | délnyugati              | –               | 14–15. század           | 16. század    | részben fennmaradt | –                                                          |
| Várfal       | északnyugati            | –               | 14–15. század           | 16. század    | részben fennmaradt | –                                                          |
| Kapu         | Kolostor utcai kapu     | szűcsök         | 14. század              | 16. század    | 1835–1836          | lebontása után egy díszkaput emeltek, amely 1891-ig állt   |
| Kapu         | Kapu utcai kapu         | csizmadiák      | 14. század              | 16. század    | 1857               | –                                                          |
| Kapu         | Katalin-kapu            | szabók          | 14. század              | 16. század    | 1827               | 1559-ben épült kaputornya fennmaradt, látványosság         |
| Kapu         | Fekete utcai kapu       | tímárok         | 14. vagy 15. század     | 16. század    | 1873               | többször befalazták és megnyitották                        |
| Kapu         | Lópiaci kapu            | –               | 1819–1820               | –             | 1874               | 19. századi díszkapu                                       |
| Kapu         | Árvaház utcai kapu      | –               | 1827–1828               | –             | fennmaradt         | 19. századi díszkapu, az egyetlen fennmaradt városkapu     |
| Bástya       | Takácsok bástyája       | takácsok        | 1421–1436               | 1570–1573     | fennmaradt         | viszonylag eredeti formájában maradt fenn, múzeum          |
| Bástya       | Szövetkészítők bástyája | posztókészítők  | 1450–1455               | –             | fennmaradt         | kezdetben az Ötvösöké volt                                 |
| Bástya       | Szíjgyártók bástyája    | szíjgyártók     | 15. század              | 1537          | 1887               | –                                                          |
| Bástya       | Graft-bástya            | nyereggyártók   | 1515–1521               | 1545–1550     | fennmaradt         | múzeumot rendeztek be benne                                |
| Bástya       | Cserzővargák bástyája   | tímárok         | 1522                    | –             | részben fennmaradt | –                                                          |
| Bástya       | Kovácsok bástyája       | kovácsok        | 16. század              | 1668          | fennmaradt         | a 18–19. században raktárrá és lakóépületté alakították át |
| Bástya       | Kötélverők bástyája     | kötélverők      | 16. század              | –             | részben fennmaradt | –                                                          |
| Bástya       | Ötvösök bástyája        | aranyművesek    | 1639–1641               | –             | 1886               | –                                                          |
| Külső torony | Csizmadiák tornya       | csizmadiák?     | 15. század              | –             | 1820 körül         | alapzata még látható                                       |
| Külső torony | Késesek tornya          | késkészítők?    | 15. század              | –             | 1820               | említették Ezüstművesek vagy Szövetkészítők tornyaként is  |
| Külső torony | Fekete torony           | ?               | 15. század második fele | –             | fennmaradt         | –                                                          |
| Külső torony | Fehér torony            | ón- és rézöntők | 15. század második fele | –             | fennmaradt         | rövid ideig múzeum volt benne                              |